# 4-Chlorbenzoylchlorid
4-Chlorbenzoylchlorid ist eine chemische Verbindung, die zu den Carbonsäurechloriden zählt.

## Verwendung
4-Chlorbenzoylchlorid wird zur Synthese von Pflanzenschutzmitteln benötigt.